# Умис
Уми́с (рос. Умыс, ерз. Умыс) — селище у складі Кочкуровського району Мордовії, Росія. Входить до складу Семілейського сільського поселення.

## Населення
Населення — 7 осіб (2010; 6 у 2002).
Національний склад (станом на 2002 рік):
- ерзяни — 83 %